# La moglie del cuoco
La moglie del cuoco (On a failli être amies) è un film del 2014 diretto da Anne Le Ny.

## Trama
Il film racconta l'incontro e l'amicizia nata tra Marithé, che lavora presso un centro per la formazione, a cui si rivolgono persone in cerca di una diversa occupazione, e Carole che, pur conducendo una vita agiata accanto al marito, un importante chef, si è rivolta al centro, alla ricerca di una propria dimensione più autonoma.
Marithé aiuta l'amica, che infine cambia il suo stile di vita, a tal punto da lasciare il marito; ma nel frattempo, è lei stessa a innamorarsi dello chef.

## Distribuzione
- 25 giugno 2014 in Francia (On a failli être amies)
- 16 ottobre 2014 in Italia (La moglie del cuoco)